# Іль (енсі)
Іль — правитель (енсі) стародавнього шумерського міста Умма. Його правління припадало приблизно на середину XXIV століття до н. е.

## Життєпис
До вступу на престол був верховним жерцем міста Забалам. Як і царі Умми, Іль ворогував з Лагашем. Причиною цих постійних конфліктів було питання про контроль над родючою смугою долини Гуедінна. Попередник Іля Ур-Лумме сплачувати данину і вторгся до Лагаша. Утім Ентемена знищив більшу частину його війська й відновив попередні кордони.
Пізніше вже Іль відмовився платити данину Лагашу й заявив свої претензії на території Гуедінни. Однак до війни справа не дійшла, й Іль уклав мир з Лагашем. Було відновлено попередній кордон, але громадяни Умми не зазнали жодного покарання. Вони не лише не повинні були сплачувати данину, але їм навіть не довелось піклуватись про постачання води до постраждалих через війну землеробських районів.